# Байков, Виталий Николаевич
Виталий Николаевич Байков (1912—1998) — российский учёный в области железобетонных конструкций, лауреат Государственной премии СССР.
Родился 12 марта (27 февраля) 1912 года в семье рабочего железной дороги в Брянске. Там же учился в школе-девятилетке и строительном техникуме и работал в проектном бюро горкомхоза.
В 1939 г. окончил Всесоюзный заочный индустриальный институт с получением квалификации инженера-строителя-конструктора (до этого два года учился в МИСИ (1934-1936). В 1936-1939 гг. техник-конструктор института "Проектстройдеталь".
Затем до 1956 года в НИИ «Гипроцветмет» в должностях от инженера до главного конструктора строительного объекта. Во время войны - в эвакуации в г. Текель (Северный Кавказ). В 1945-1947 гг. по заданию Министерства цветной металлургии СССР работал в Германии.
С 1955 г. по совместительству — ассистент кафедры инженерных сооружений Московского института цветных металлов и золота. Там в 1956 г. защитил кандидатскую диссертацию.
Вскоре после защиты перешёл в МИСИ, где работал до последних дней жизни, в 1969-1974 гг. проректор по научной работе, в 1963—1989 гг. зав. кафедрой железобетонных конструкций. В 1988 году создал отраслевую научно-исследовательскую лабораторию «Железобетонные конструкции промышленных и гражданских зданий» и стал её научным руководителем.
Соавтор учебника «Железобетонные конструкции. Общий курс», который выдержал 7 изданий и был переведен на английский, испанский, французский, немецкий, сербский, арабский языки.
За третье издание этого учебника ему и его коллеге и соавтору Э. Е. Сигалову присуждена Государственная премия СССР 1981 года.
Доктор технических наук, профессор. Докторская диссертация:
- Исследования совместной работы сборных железобетонных элементов в плоских и пространственных системах конструкций : диссертация ... доктора технических наук : 05.00.00. - Москва, 1966. - 476 с. : ил.

Заслуженный деятель науки и техники РСФСР (1973).
Сочинения:
- Железобетонные конструкции : [В 2-х т. Пер. с рус.] / В. Н. Байков, Э. Е. Сигалов. - М. : Мир, 1984. - 22 см. Т. 1. - М. : Мир. - 335 с.  Т. 2. - М. : Мир. - 455 с.
- Строительные конструкции : [учебник для вузов по специальности "Теплогазоснабжение и вентиляция" и "Водоснабжение и канализация"] / В. Н. Байков, С. Г. Стронгин. - 2-е изд., перераб. - Москва : Стройиздат, 1980. - 364 с. : ил.; 20 см.
- Строительные конструкции : [Пер. с рус.] / В. Байков, С. Стронгин. - М. : Мир, 1984. - 382 с. : ил.; 22 см.;
- Железобетонные конструкции : Общ. курс : [Пер. с рус.] / В. Н. Байков, Э. Е. Сигалов. - 2-е изд., перераб. - М. : Мир, Б. г. (1985). - 686,[1] с. : ил.; 22 см.
- Железобетонные конструкции. Общий курс : учебник для студентов высших учебных заведений, обучающихся по специальности "Промышленное и гражданское строительство" / В. Н. Байков, Э. Е. Сигалов. - Изд. 6-е, репр. - Москва : Бастет, 2009. - 766, [1] с. : ил., табл.; 21 см.; ISBN 978-5-903178-15-5
- Проектирование железобетонных тонкостенных пространственных конструкций : [Учеб. пособие для вузов по спец. "Пром. и гражд. стр-во"] / В. Н. Байков, Э. Хампе, Э. Рауэ; Под ред. В. Н. Байкова. - М. : Стройиздат, 1990. - 231,[1] с. : ил.; 24 см.; ISBN 5-274-01036-9